# Dynabrott
Dynabrotts fyr markerar tillsammans med fyren Brandskärs flak inloppet till Brofjorden och Preemraff. Fyrarna får sitt karakteristiska utseende tack vare att toppen utgörs av en helikopterplatta, som används vid service. Båda fyrarna är så kallade kassunfyrar. Fyrarna har varit på plats sedan 1974.

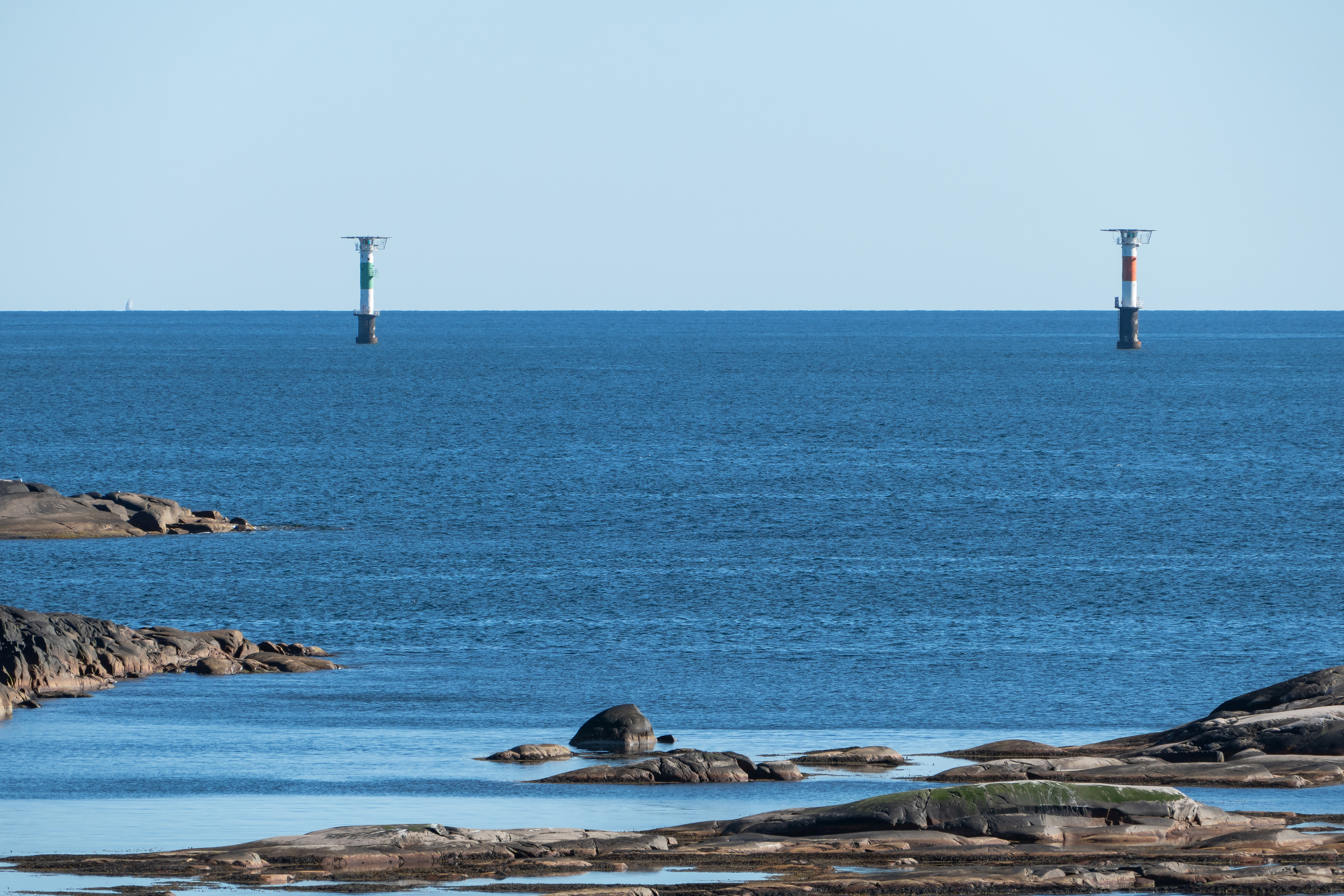
Brandskärs flak och Dynabrotts fyrar, sedda från Draget på södra Malmön.